# 香港純蛛
香港純蛛（學名：Castianeira hongkong）是蛛形綱蛛形目新蛛亞目圆颚蛛科純蛛屬之下一個蜘蛛的物种。